# Theridion sciaphilum
Theridion sciaphilum är en spindelart som beskrevs av Benoit 1977. Theridion sciaphilum ingår i släktet Theridion och familjen klotspindlar. Inga underarter finns listade i Catalogue of Life.